# Kroneckers kongruens
Inom matematiken är Kroneckers kongruens, introducerad av Leopold Kronecker, kongruensen
{\displaystyle \Phi _{p}(x,y)\equiv (x-y^{p})(x^{p}-y){\bmod {p}},}
där p är ett primtal och Φp(x,y) är det modulära polynomet av ordning p, definierat som
{\displaystyle \Phi _{n}(x,j)=\prod _{\tau }(x-j(\tau ))}
där j är j-invarianten och τ går över alla klasser av imaginära kvadratiska heltal av diskriminant n.